# Iota Antliae
Iota Antliae (ι Ant / HD 94890 / HR 4273 / HIP 53502) es una estrella en la pequeña constelación de Antlia, la máquina neumática, cerca del límite con Centauro. De magnitud aparente +4,61, es la tercera estrella más brillante de la misma, después de α Antliae y ε Antliae. Al igual que éstas, es una gigante naranja y es la más próxima entre ellas, ya que se encuentra a 199 años luz del sistema solar.
De tipo espectral K1III, Iota Antliae tiene una temperatura superficial de 4802 K.
Su radio es 11 veces más grande que el radio solar, comparable al de Alkes (α Crateris), Wazn (β Columbae) o Menkent (θ Centauri), por citar algunas de las muchas estrellas semejantes en el cielo nocturno. Aunque es 73 veces más luminosa que el Sol, su luminosidad queda lejos de otras gigantes naranjas más conocidas, como Arturo (α Bootis), Aldebarán (α Tauri) o la propia α Antliae, en esta misma constelación. Esta última es unas 7 veces más luminosa que Iota Antliae.